# Florida, Kuba
Florida är en ort i Kuba.   Den ligger i provinsen Provincia de Camagüey, i den östra delen av landet, 500 km öster om huvudstaden Havanna. Florida ligger 68 meter över havet och antalet invånare är 63 007.
Terrängen runt Florida är platt. Runt Florida är det ganska tätbefolkat, med 160 invånare per kvadratkilometer. Florida är det största samhället i trakten. Trakten runt Florida består till största delen av jordbruksmark.